# DAT (химиотерапия)
DAT в контексте химиотерапии — это общепринятый в онкогематологии акроним для названия одного из режимов химиотерапии, используемого как индукционный режим при остром миелоидном лейкозе, особенно у пациентов группы высокого риска или у тех, кто оказывается рефрактерным к стандартной индукционной химиотерапии «7+3», или у кого произошёл рецидив заболевания.
Режим DAT состоит из:
1. Даунорубицина — (D)aunorubicin — антрациклинового антибиотика, обладающего способностью интеркалировать ДНК, нарушая тем самым процесс клеточного деления и предотвращая митоз;
2. Цитарабина — (A)ra-C — антиметаболита;
3. Тиогуанина — (T)hioguanine — ещё одного антиметаболита.[1]

## Режим дозирования
| Лекарство                   | Доза      | Режим введения                                                                 | Дни          |
| --------------------------- | --------- | ------------------------------------------------------------------------------ | ------------ |
| Цитарабин — Ara-C           | 200 мг/м2 | Внутривенно болюсно каждые 12 часов в 2-х разделённых дозах (100 мг/м2 каждая) | Дни 1-10     |
| Даунорубицин — Daunorubicin | 50 мг/м2  | Внутривенно болюсно, медленно                                                  | Дни 1, 3 и 5 |
| Тиогуанин — Thioguanine     | 200 мг/м2 | Перорально каждые 12 часов в 2-х разделённых дозах (100 мг/м2 каждая)          | Дни 1-10     |